# San Cebrián de Mazote
San Cebrián de Mazote – gmina w Hiszpanii, w prowincji Valladolid, w Kastylii i León, o powierzchni 35,5 km². W 2011 roku gmina liczyła 183 mieszkańców.